# Oraesia rectistria
Oraesia rectistria là một loài bướm đêm trong họ Noctuidae.